# Холокост в Италии
Холоко́ст в Ита́лии (итал. Olocausto in Italia) — преследование и уничтожение евреев в Италии немецкими нацистами и их итальянскими союзниками.
На первом этапе с 1938 года правительством Муссолини были приняты расистские антиеврейские законы, а с 1940 года еврейских беженцев из других стран интернировали в концлагеря. На втором этапе с 23 сентября 1943 года и до освобождения Италии войсками союзников в мае 1945 года нацисты проводили депортацию евреев в лагеря смерти и уничтожали их в рамках программы «окончательного решения еврейского вопроса».
За период геноцида погибло примерно 15—16 % евреев Италии, потери общины (с учётом эмиграции и перехода в другую религию) составили около 40 %.
К Холокосту в расширенном толковании относят также преследования в Италии гомосексуалов, которых вначале дискриминировали, а после нацистской оккупации заключили в концлагеря, где многие из них погибли, и цыган, часть которых попала в концлагеря.

## Евреи в Италии до 1937 года
Приход к власти в 1922 году фашистского правительства во главе с Бенито Муссолини не привёл к каким-либо существенным нарушениям или ограничениям прав евреев. Несмотря на отдельные антисемитские высказывания, правительство поддерживало хорошие отношения с международными еврейскими организациями и не препятствовало деятельности еврейских организаций в Италии.
Антисемитизма в Италии в этот период почти не было, итальянские евреи были сильно ассимилированы, немногочисленные сионистские организации занимались в основном помощью восточноевропейским евреям. Более того, евреи были среди видных деятелей фашистской партии Италии, например, в марше на Рим участвовало 230 евреев. Министром финансов был еврей Гвидо Юнг, внешней политикой Италии руководил еврей Фульвио Сувич, а верной соратницей и биографом Муссолини была еврейка Маргерита Сарфатти.
Муссолини поначалу отвергал идею главенствующей расы как «отъявленную чепуху, глупую и идиотскую». В 1923 году в беседе с главным раввином Рима Анджело Сачердоти (итал. Angelo Sacerdoti) он заявил, что итальянское правительство не намерено следовать антисемитской политике — ни сейчас, ни в будущем. В официальном коммюнике по этому поводу было сказано, что «итальянское фашистское движение никогда не встанет на путь антисемитизма. Своими поступками … антиеврейские организации порочат саму фашистскую идею».
В 1932 году Муссолини заклеймил антисемитизм как «германское зло», резюмировав, что «…в Италии не существует еврейского вопроса, поскольку он не может существовать в стране с разумной системой государственного правления».

## Антисемитизм и антиеврейское законодательство
Сближение Италии с нацистской Германией в связи с совместной поддержкой Франко в гражданской войне в Испании привело к началу и последующему нагнетанию антисемитской кампании в стране. 6 ноября 1937 года Муссолини встретился с Гитлером и подписал Антикоминтерновский пакт.
В том же 1937 году вышла книга публициста Паоло Орано «Евреи в Италии», в которой он обвинил евреев в нелояльности. Книга Орано вызвала бурную дискуссию. Абрамо Леви издал книгу «Мы, евреи», в которой отвергал претензии к евреям, а Этторе Овацца утверждал, что итальянские евреи абсолютно равнодушны к сионизму и поддерживают фашизм. С другой стороны, Орано критиковали также крайне правые. Так, Джованни Прециози упрекнул Орано в журнале «La vita italiana» за слишком мягкое отношение к евреям и недостаточно расистскую позицию. К антисемитской кампании присоединились многие газеты, включая правительственную Il Popolo d'Italia.
14 июля 1938 года был опубликован «Расовый манифест», под которым подписались многие учёные и преподаватели Италии. Составители манифеста декларировали заботу о чистоте итальянской расы и утверждали, что евреи представляют для неё опасность. 6 октября 1938 года Большой фашистский совет выпустил ряд постановлений, отнеся к еврейской расе и евреев-полукровок.
В сентябре — ноябре 1938 года расовый антисемитизм стал законодательной нормой. Были приняты законы, аналогичные немецким Нюрнбергским законам. В частности, евреи были изгнаны из армии и других государственных организаций, были запрещены браки евреев с «арийцами», еврейское имущество подлежало конфискации. Евреям запрещалось участвовать в конференциях, печататься в газетах и журналах (хотя бы и под псевдонимом), ставить свои пьесы в театрах. Были уволены 98 профессоров итальянских университетов, а книги еврейских авторов были изъяты из общественных библиотек. Пятеро генералов и пятеро адмиралов ушли в отставку. Полковник Сегрё застрелился прямо перед строем своих солдат. Двенадцать тысяч из пятидесяти проживавших в Италии евреев подверглись репрессиям. 7 сентября 1938 года иностранным евреям, приехавшим в Италию после 1919 года, было приказано покинуть страну.
Итальянским евреям было трудно перенести подобное отношение. В 1938—1939 годах в Италии было зафиксировано 3910 случаев крещения евреев, более пяти тысяч предпочли эмигрировать из страны. При этом жизни евреев в Италии ничего не угрожало, а многие итальянцы осуждали антисемитскую кампанию и поддерживали евреев.

## Евреи под итальянским контролем

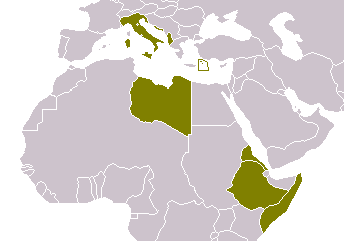
Карта территорий под итальянским контролем во время войны (1940)

С началом Второй мировой войны Италия выступила на стороне Германии и оккупировала часть югославской и греческой территорий, а также Албанию. Вступление Италии в войну на стороне Германии с 10 июля 1940 года в отношении к еврейскому населению ничего принципиально не изменило, кроме появления в самой Италии и итальянских зонах оккупации еврейских беженцев, поскольку из усташской Хорватии от угрозы уничтожения бежало множество евреев. Некоторые евреи из Югославии бежали в Албанию, где также находились под контролем итальянских властей вместе с албанскими евреями. Кроме беженцев из оккупированной Югославии, в Италию бежали евреи из Франции и некоторых других стран.
Иностранные евреи и около двухсот итальянских были интернированы в 43 лагеря. Однако условия в итальянских лагерях не угрожали жизни и здоровью заключённых и не шли ни в какое сравнение с нацистскими концлагерями и тем более лагерями смерти.
В ходе войны итальянские власти и отдельные чиновники приняли ряд мер для недопущения депортации евреев на оккупированных Италией территориях и в итальянских колониях в нацистские лагеря смерти. Этими действиями они спасли около 40 000 евреев за пределами Италии. Итальянские зоны оккупации существовали до выхода Италии из войны в сентябре 1943 года. Как исключение, упоминается выдача итальянскими карабинерами немцам в Приштине 51 еврейского беженца, которые впоследствии были убиты в лагере Саймиште.

### Оккупационная зона в Югославии

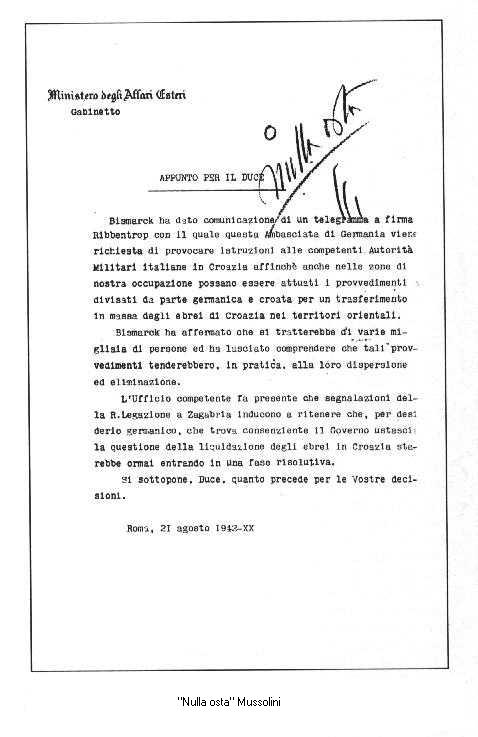
Докладная записка о хорватских евреях с резолюцией Муссолини

Весной 1942 года немцы начали депортацию европейских евреев в лагеря смерти в соответствии с программой окончательного решения еврейского вопроса. В связи с этим поверенный в делах немецкого посольства в Риме князь Отто Бисмарк 18 августа 1942 года обратился в Министерство иностранных дел Италии с просьбой к итальянскому правительству помочь выполнить соглашение между немецкими и хорватскими властями о депортации хорватских евреев, находящихся в итальянской зоне оккупации. Министерство иностранных дел представило просьбу Муссолини, и он дал своё согласие, написав на докладной записке по данному поводу «не возражаю» (итал. nulla osta). Планы массового уничтожения немцы не афишировали.
Ряд итальянских чиновников и военных во главе с сотрудником Министерства иностранных дел графом Лукой Пьетромарки и командующим Второй армией генералом Марио Роаттой, осознававших, что выдача евреев означает их массовое убийство, приняли тайное решение саботировать приказ Муссолини. Под нарастающим давлением немцев 28 октября 1942 года итальянское Верховное командование приказало Второй армии заключить всех евреев в концлагерь и разделить на хорватских и тех, кто претендует на итальянское гражданство. Это должно было стать первым шагом к выдаче хорватских евреев немцам. Однако 1 ноября командир карабинеров генерал Джузеппе Пиеке представил Муссолини доклад о массовом уничтожении евреев и сербов в Хорватии и планах немцев уничтожить всех евреев. 5 ноября 1942 года министр иностранных дел Италии граф Чиано получил от посла в Ватикане просьбу Святого Престола не выдавать хорватских евреев. 17 ноября 1942 года после встречи с генералом Роаттой Муссолини отменил решение о выдаче. Все еврейские беженцы были интернированы в общий лагерь и оставались под охраной итальянской армии.

### Оккупационная зона в Греции
Положение евреев в итальянской зоне оккупации Греции также было значительно лучшим, чем в немецкой и болгарской зонах. Евреев в Афинах и на Пелопоннесе не преследовали, расовые законы не соблюдались. Из итальянской зоны оккупации в Греции не был депортирован ни один еврей. Итальянцы также вывезли из немецкой зоны оккупации в Салониках 350 евреев, имевших итальянское гражданство, спасая их таким образом от смерти в нацистских концлагерях.

### Оккупация Албании
Албания была оккупирована Италией в апреле 1939 года. Таким образом, Италия восстановила существовавший в период Первой мировой войны протекторат над Албанией. После оккупации Италией части Югославии в 1941 году к протекторату была присоединены области, населённые албанцами, в частности, Косово.
Кроме местных евреев, в Албании было некоторое число беженцев из Германии и Австрии. Часть из них пыталась через Албанию достичь Палестины. Часть беженцев и около 200 местных евреев были интернированы в транзитном лагере Кавайе, однако немцам их не выдавали, а некоторые албанские чиновники помогали евреям, выдавая фальшивые удостоверения личности.
В Косово многие евреи были отправлены в тюрьму, часть были выданы немцам и впоследствии убиты.

### Оккупационная зона во Франции
Союзный Германии режим Виши во главе с маршалом Петеном в неоккупированной вермахтом так называемой «свободной» зоне депортировал в немецкие лагеря смерти тысячи евреев — в первую очередь иностранцев. Многие евреи бежали в итальянскую оккупационную зону в районе Ниццы и Гренобля. В ноябре 1942 года Франция была полностью оккупирована немецкими и итальянскими войсками. Итальянская армия контролировала юго-восток Франции и прекратила в своей зоне депортации евреев. Итальянские власти даже отменили принятое французами решение о том, что евреи должны носить «жёлтую звезду». Все требования немцев наталкивались на противодействие итальянских военных и дипломатов.
25 февраля 1943 года в Рим прибыл министр иностранных дел Германии Иоахим фон Риббентроп. На встрече с Муссолини он обвинил итальянских военных в саботаже депортации евреев из Франции. После очередного игнорирования немецких требований в итальянской зоне Риббентроп поручил послу в Риме Гансу Макензену добиться согласия Муссолини на выдачу евреев. 17 марта Макензен сообщил в Берлин, что решение принято — депортировать евреев поручалось французским полицейским.
Спасение евреев стало результатом активных действий нового министра иностранных дел Италии Джузеппе Бастианини. Он уговорил Муссолини поручить ему переговоры с немцами. 20 марта 1943 года Бастианини встретился с Макензеном и сообщил ему, что итальянская армия интернирует французских евреев в концлагерь. На деле лагерь был большим поселением с приемлемыми условиями жизни. Охрана обращалась с заключёнными корректно, в лагере действовали социальные службы и даже синагога.

### Евреи в итальянских колониях в Африке
Преследования коснулись также евреев в итальянских колониях в Африке, хотя прямого и массового геноцида, как в Европе, на этих территориях не было.
Итальянское вторжение в Эфиопию и образование Итальянской Восточной Африки вначале не создали проблем общине эфиопских евреев. Однако с 1938 года на территории колонии были введены расовые законы, и началась политика активной дискриминации евреев. В 1941 году британские войска выбили итальянскую армию с этой территории.
В Ливии итальянские власти стали вводить антиеврейские меры с 1937 года — параллельно с преследованием в самой Италии. 3 апреля 1941 года мусульманское население устроило в Бенгази еврейский погром. В 1941 году в Ливию вошли войска союзников, но итало-немецкие войска вернулись в феврале 1942 года. После этого еврейская собственность была разграблена, а 2600 евреев высланы на каторжные работы в пустыню. Затем к ним добавились все евреи Триполи от 18 до 45 лет. От истощения и тифа умерли 562 человека.
В Тунисе под французским протекторатом проживало 95 тысяч итальянских граждан, из них от 5 до 6 тысяч были евреями. Во время войны итальянская армия защищала от немцев и режима Виши не только итальянских, но и всех остальных евреев, которых в Тунисе в 1940 году насчитывалось около 90 тысяч. Через принудительные работы и лагеря прошли около 5000 евреев столицы и несколько сотен из других мест. Итальянская охрана лагерей относилась к евреям лучше, чем немецкая, которая избивала и убивала узников. За время итало-немецкой оккупации в Тунисе погибло около 100 евреев.

## Капитуляция и оккупация Италии
10 июля 1943 года войска союзников высадились на остров Сицилия, а 3 сентября — в материковой Италии в районе Реджо-ди-Калабрия. Правительство Италии капитулировало 8 сентября. 9 сентября союзники высадились также в Салерно и Таранто. Однако военные действия продолжались, поскольку немецкие войска оккупировали северные и центральные районы страны, включая Рим. Немцам удалось задержать наступление союзников, построив южнее Рима ряд оборонительных укреплений. В дальнейшем они оказывали противнику ожесточённое сопротивление до мая 1945 года.

## Депортация евреев в лагеря смерти

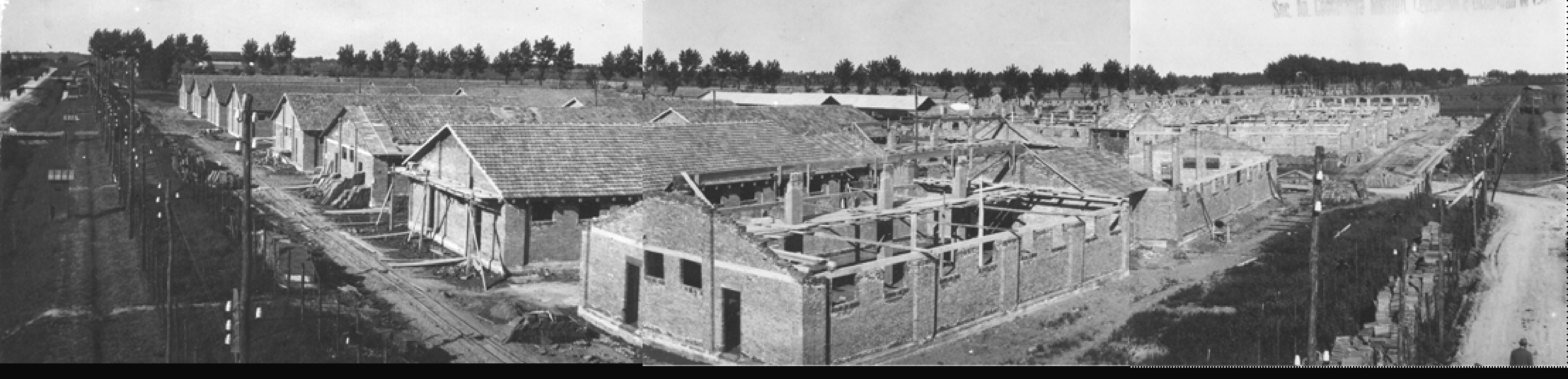
Транзитный лагерь Фоссоли

После оккупации части итальянской территории вермахтом и создания марионеточной Итальянской социальной республики 23 сентября 1943 года немцы приступили к массовому уничтожению евреев как в самой Италии, так и в бывших итальянских зонах оккупации во Франции, Югославии, Греции и Албании.
Немецкие подразделения СС во главе с заместителем Адольфа Эйхмана Теодором Даннекером начали депортацию итальянских евреев и беженцев в лагеря смерти. В качестве транзитных использовались лагеря Фоссоли и Больцано.
Первые антиеврейские акции прошли 16 сентября в Мерано и 22 сентября в районе озера Маджоре. Одна из крупнейших акций такого рода состоялась 16 октября 1943 года в Риме. Тогда специальными частями СС в столице Италии было арестовано около 1300 евреев. Они были отправлены в Освенцим, где почти все погибли. Аналогичные аресты и депортации состоялись в октябре — ноябре 1943 года в Триесте, Генуе, Флоренции, Милане, Венеции и Ферраре.
14 ноября 1943 года власти Итальянской социальной республики определили евреев как «врагов нации». 30 ноября министр внутренних дел Буффарини-Гвиди постановил арестовать всех евреев и направить в концлагеря с конфискацией имущества. Многие евреи бежали в Швейцарию или прятались у итальянских друзей.
Историки обычно отмечают, что итальянцы не занимались депортациями и противодействовали им. Однако, как утверждает Лилиана Пичиотто в книге Il Libro Della Memoria («Книга памяти»), большинство депортированных евреев были арестованы именно итальянскими полицейскими в соответствии с немецкими инструкциями.

## Потери

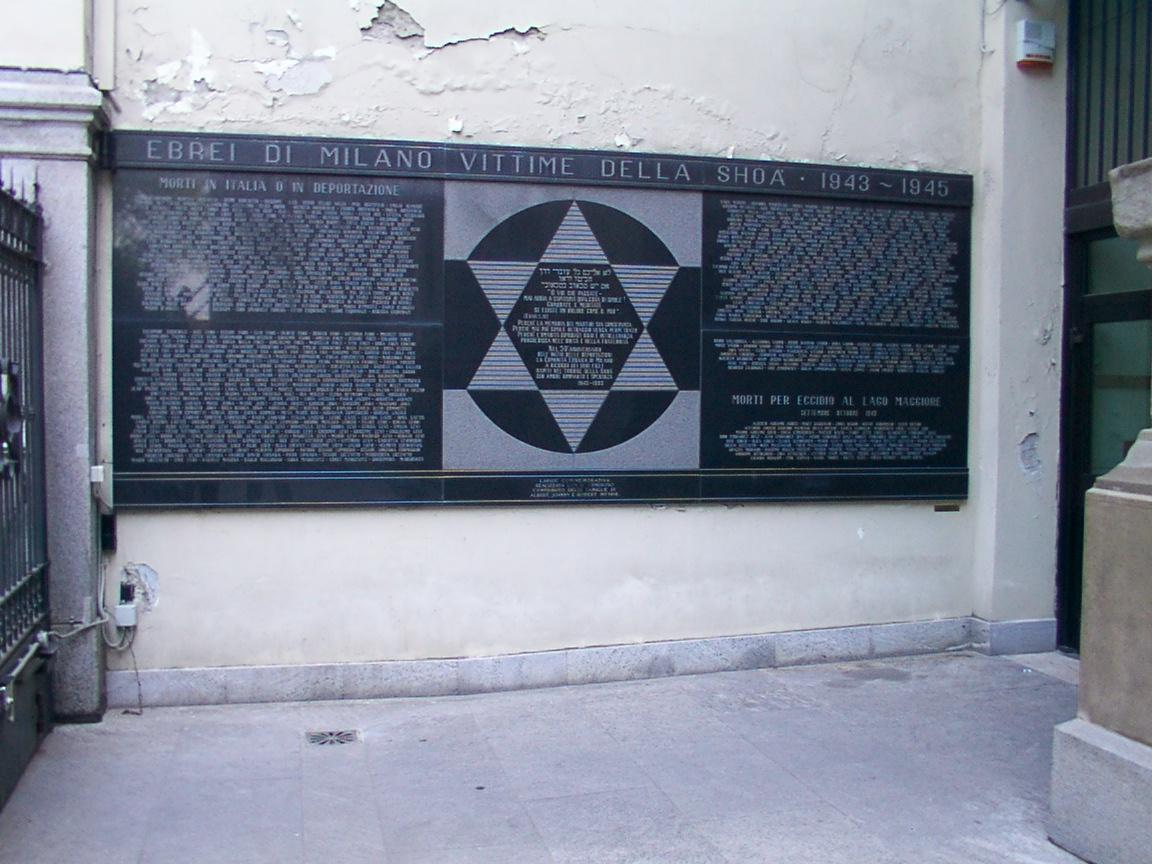
Табличка с именами жертв Холокоста в Милане

Различные источники расходятся в цифрах потерь итальянского еврейства. Называют от 8 до 12 тысяч депортированных в лагеря смерти, большинство из которых погибло.
По информации института Яд ва-Шем, с сентября 1943 по январь 1944 года 3110 евреев были отправлены в Освенцим. На протяжении 1944 года ещё 4056 евреев были депортированы в лагеря смерти. С территорий, находящихся под формальным управлением итальянцев, были депортированы 4500 евреев. Ещё 173 еврея были убиты в самой Италии. Из всех 44 500 евреев, живших в Италии в период её оккупации немцами, 12 000 до конца войны были депортированы в Освенцим.
По данным Лилианы Пичиотто, 6746 человек были депортированы из собственно Италии и ещё 1820 — с архипелага Додеканес (в том числе 1673 — с острова Родос). Кроме этого, 303 еврея были убиты на итальянской земле. Существуют также от 900 до 1100 других жертв, чья принадлежность к евреям точно не установлена. Из депортированных 6746 итальянских евреев выжили 830.
По данным «Энциклопедии Иудаика», общие потери итальянского еврейства за годы преследований составляют около 40 %. В том числе:
- Депортации (7749 погибших из 8360 депортированных, около 16 % еврейского населения от численности 1938 года)
- Переход в другую религию (5705 случаев в период 1938—1943 годов, около 12 %)
- Эмиграция (примерно 6000 человек, около 13 %).

Косвенным последствием стало также резкое снижение числа браков и рождаемости в еврейской общине.
Всего в годы войны погибло около 15 % евреев Италии. После освобождения всей страны в Италии осталось около 29 тысяч итальянских евреев и около 26 тысяч беженцев из Центральной и Восточной Европы.

## Сопротивление и спасение

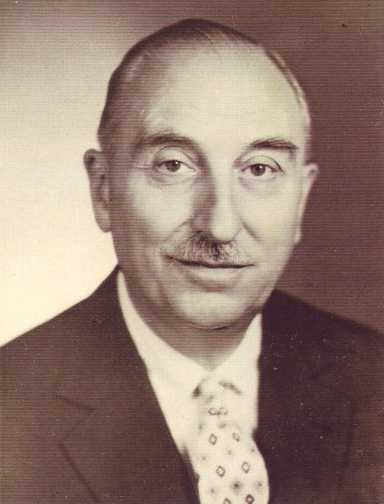
Праведник мира врач Джованни Борромео

В итальянском движении Сопротивления участвовало, по разным данным, от 2 до 5 тысяч евреев. Еврейская община Италии создала собственную подпольную организацию — DELASEM (акроним от итал. Delegazione per l'Assistenza degli Emigranti Ebrei — Делегация для помощи еврейским эмигрантам) во главе с Лелио Валобра, которая действовала на всей оккупированной территории Италии. В неё входили не только евреи, но и некоторые римско-католические епископы, священнослужители, миряне, полицейские и даже солдаты вермахта. После того как под давлением со стороны нацистской Германии правительство Муссолини признало евреев «враждебной нацией», DELASEM оказывало поддержку местным евреям, предоставляя им пищу, кров и материальную помощь.
Из 270 бойцов, награждённых медалью «Герой Сопротивления», семеро были евреями. Некоторые евреи командовали крупными партизанскими отрядами. Именем командира тосканских партизан Алессандро Синигалья названа улица в Риме.
Участие итальянцев, включая чиновников, военных и полицейских фашистского режима, в спасении евреев было уникальным для союзников Германии, особенно в части защиты и спасения не только итальянских граждан, но и евреев на оккупированной территории. Итальянские солдаты и офицеры в Югославии помогали евреям укрыться как на оккупированной территории, так и переправляя их в Италию — поодиночке и целыми группами.
794 итальянцев были признаны в связи с участием в спасении евреев праведниками мира. Среди них консул в Салониках Гуэльфо Дзамбони и многие другие. Около 5 тысяч венгерских евреев спас, выдавая себя за испанского консула в Будапеште, Джорджо Перласка.
Нацисты показательно карали тех, кто помогал евреям. Так, за укрытие евреев эсэсовцы 4 сентября 1944 года расстреляли 60 монахов в тосканском монастыре Чертоза ди Фарнета вблизи города Лукка.

### Роль католической церкви

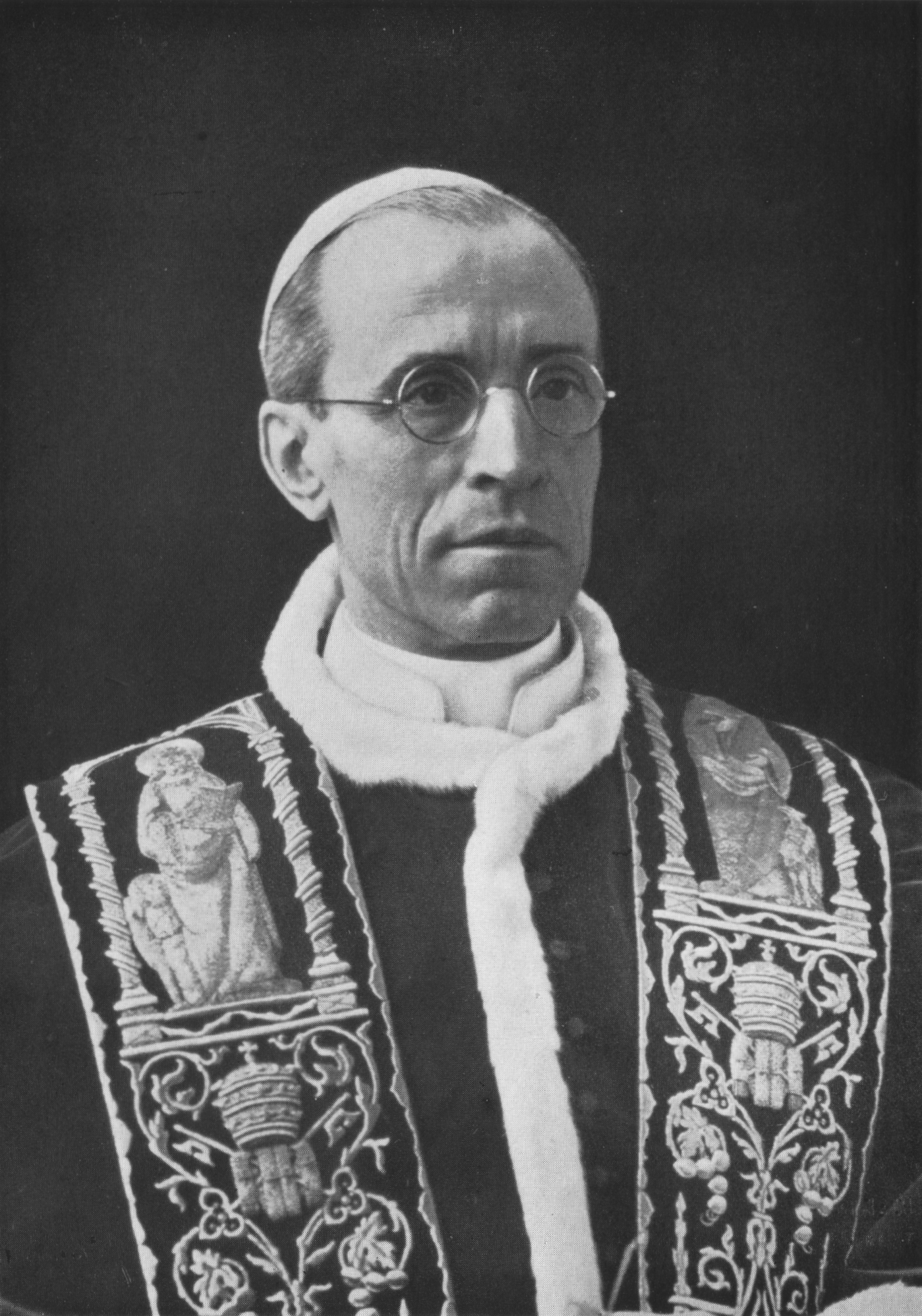
Роль Пия XII вызывает споры

Мнения о роли католической церкви и лично Папы Пия XII в Холокосте являются противоречивыми.
Многие считают, что Папа Римский не сделал того, что мог и должен был сделать, — открыто выступить против политики геноцида евреев. В израильском национальном мемориале Холокоста «Яд ва-Шем» выставлена фотография Пия XII, подпись к которой гласит:

Папа, избранный в 1939 году, отложил в сторону послание против антисемитизма и расизма, подготовленное его предшественником. Даже когда доклады об уничтожении евреев дошли до Ватикана, он не протестовал против этого письменно или устно. В 1942 году он не присоединился к осуждению союзников в связи с убийством евреев. Пий XII не вмешался, когда евреи были депортированы из Рима в Освенцим
Ватикан настаивает на том, что Папа Пий XII прилагал все усилия, чтобы спасти как можно больше евреев во время войны, однако использовал для этого средства дипломатии, так как более открытое вмешательство лидера католиков могло только ухудшить ситуацию. Существуют документы об участии Папы в спасении евреев. В 2012 году Яд ва-Шем смягчил обвинительные формулировки в отношении Пия XII. Новые факты по этой теме могут быть обнародованы после открытия архивов Ватикана.
Многие служители католической церкви принимали прямое участие в спасении евреев. 74 еврейских ребёнка спас Дон Арриго Беккари, священник семинарии в деревне Нонантола. Епископ Ассизи Джузеппе Пласидо Николини и отец Алдо Бруначчи организовали укрытие для примерно 200 евреев в 26 женских и мужских монастырях. При этом существует ряд свидетельств того, что после войны высшие чины католической церкви укрывали нацистских военных преступников и помогали их бегству в другие страны. В сентябре 2023 года был опубликован найденный документ о спасении католическими учреждениями Рима 3200 евреев в период нацистской оккупации.

## Преследования гомосексуалов
Фашисты отрицательно относились к гомосексуальности. Статья, предусматривающая уголовную ответственность за гомосексуальные связи, была предложена ещё в 1927 году. Однако в 1930 году комиссия под руководством судьи Аппиани сделала вывод, что «к счастью и гордости Италии этот отвратительный порок здесь не так распространён, чтобы оправдать вмешательство законодателей», а для решения вопросов, связанных с изнасилованиями и развратом, достаточно имеющихся полицейских полномочий. Впоследствии, в 1938 году несколько тысяч гомосексуалов изгнали с работы, выселили в малые города, часть депортировали на остров Липари.
В период нацистской оккупации с 1943 по 1945 годы тысячи гомосексуалов были заключены в концентрационные лагеря вместе с евреями, политическими противниками режима и свидетелями Иеговы. По планам, эти группы, в отличие от предназначенных к уничтожению евреев, подлежали «перевоспитанию». Однако в связи с чрезвычайно тяжёлыми условиями и отношением охраны многие из них погибли в течение короткого времени. По данным профессора Рюдигера Лаутмана, в лагерях умерло две трети заключённых гомосексуалов.

## Память о Холокосте
День памяти жертв Холокоста отмечается в Италии, как и во многих странах, 27 января — в день освобождения Освенцима. Дата была официально утверждена парламентом в июле 2000 года. В этот день в стране обычно проходят массовые публичные мероприятия, связанные с этими событиями. В 2004 году в этот день на Олимпийском стадионе в Риме состоялся благотворительный футбольный матч, средства от которого направлены на строительство Музея Холокоста в столице Италии.
В Италии установлено множество памятников жертвам Холокоста. Памятники депортированным в лагеря смерти евреям есть в Риме, Милане, Сиене, Мерано, Комо, Борго-Сан-Дальмаццо и многих других городах. В 1990 году в Болонье в парке виллы Цеззарини был установлен мемориальный камень в память о гомосексуалах, ставших жертвами фашизма. Аналогичная мемориальная мраморная доска была установлена в 2005 году в лагере Рисьера-ди-Сан-Сабба в Триесте. В Риме установлена мемориальная доска в память о преследовании цыган.
Историю Холокоста в Италии исследуют учёные, в частности, «Институт истории Сопротивления и современности провинций Бьелла и Верчелли» (итал. Istituto per la storia della Resistenza e della societа contemporanea nelle province di Biella e Vercelli). В 1995 году под миланским вокзалом был обнаружен тайный ход, с помощью которого евреев депортировали из Милана в Освенцим. С 1999 года Италия является членом Международной организации по сотрудничеству в увековечивании и изучении Холокоста (ITF). В июне 2011 года Министерство образования Италии заключило соглашение со своими израильскими коллегами о стажировках учителей в мемориале «Яд ва-Шем» в Израиле с последующим преподаванием истории Холокоста в старших классах в Италии.
Однако есть также люди, отрицающие реальность Холокоста. Таких взглядов, по результатам опросов 2003 и 2005 года, придерживалось 11—12 % итальянцев. Парламент Италии 26 января 2007 года отклонил законопроект об уголовном преследовании отрицания Холокоста, предложенный министром юстиции Клементе Мастелла, но в 2016 году соответствующий закон был принят. Нарушителям грозит тюремное заключение на срок до 6 лет и штраф до 6 тыс. евро.
Хулиганы часто оскверняют сооружения и памятники погибшим.

Холокост в Италии получил отражение в кино и литературе. Наиболее известным писателем, рассмотревшим эту тему, является Примо Леви — итальянский еврей, выживший в Освенциме. Его автобиографические книги были переведены на многие европейские языки. Эта тема затронута также в трагикомедии «Жизнь прекрасна».